# Crimona tricolor
Crimona tricolor là một loài bướm đêm trong họ Noctuidae.